# سالن (پاریس)

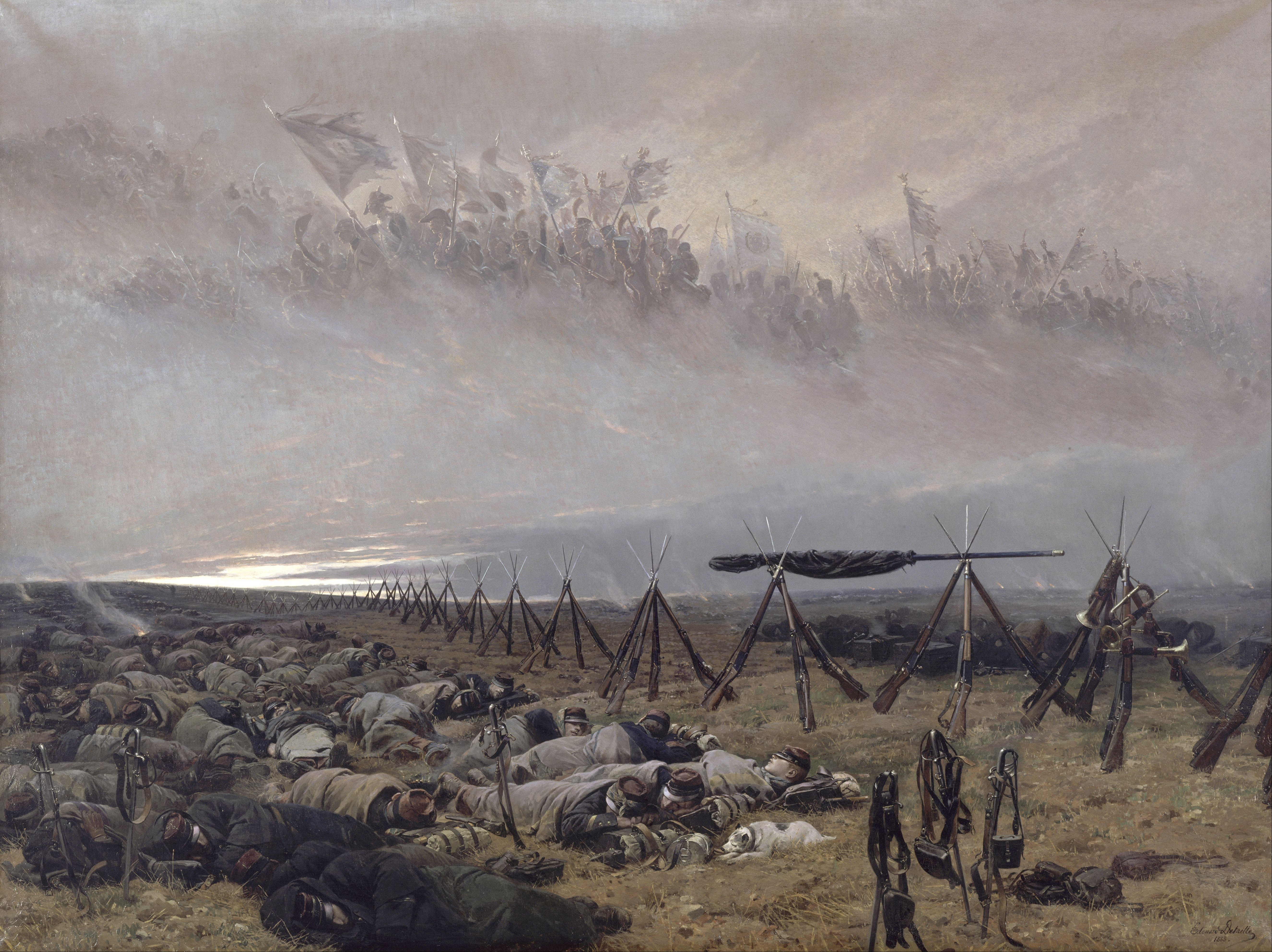
رویا (en)، نام یک اثر برجستهٔ نقاشی در ژانر تاریخی است که در سال ۱۸۸۸ میلادی، توسط ادوارد دوتای خلق شد. این اثر آکادمیک برندهٔ مدال طلای نمایشگاه سالن (پاریس) در همان سال شد.

سالن (به فرانسوی: Salon) نمایشگاهی رسمی بود که تحت سرپرستی دولت فرانسه برگزار می‌شد.

## تاریخچه

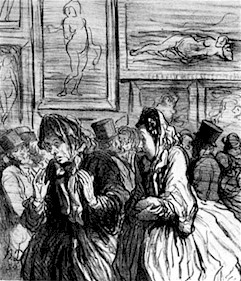
نقاشی از اونوره دومیه به سال ۱۸۶۴ که در آن فضای بورژوازی و اتهام‌آمیز حاکم بر سالن‌ها را به تمسخر گرفته‌است.

نخستین بار در سال ۱۶۶۷ میلادی و به دستور لویی چهاردهم نمایشگاهی برای نمایش آثار اعضای آکادمی سلطنتی نقاشی و پیکره‌سازی (بخشی از فرهنگستان هنرهای زیبای فرانسه) در سالن آپولون در کاخ لوور برپا شد و به همین دلیل این نمایشگاه‌ها به سالون شهرت یافتند. سالن‌ها از ۱۷۳۷ به بعد به صورت سالیانه برگزار گردیدند. در ۱۷۴۸ هیئت منصفه گزینش آثار معرفی شد. در طول انقلاب فرانسه، سالن برای نخستین بار پذیرای تمام هنرمندان شد. هرچند که اعضای آکادمی به کنترل بیشتر نمایشگاه‌ها در سده نوزدهم میلادی ادامه دادند.
بعدها با تشکیل جامعه هنرمندان فرانسه در سال ۱۸۸۱ که مسئولیت سالن‌ها را برعهده گرفت و نیز با اهمیت یافتن نمایشگاه‌های آزاد برای عرضه کارهای هنرمندان آوانگارد (مانند سالن نقاشان آزاد)، از نفوذ این سالن‌ها کاسته شد.